# NGC 830
NGC 830 је елиптична галаксија у сазвежђу Кит која се налази на NGC листи објеката дубоког неба.
Деклинација објекта је - 7° 46' 3" а ректасцензија 2h 8m 58,7s. Привидна величина (магнитуда) објекта NGC 830 износи 13,3 а фотографска магнитуда 14,3. NGC 830 је још познат и под ознакама MCG -1-6-50, MK 1020, PGC 8201.